# Topory (obwód żytomierski)
Topory (ukr. Топори) – wieś na Ukrainie w rejonie różyńskim obwodu żytomierskiego.
Siedziba dawnej gminy Topory w powiecie skwirskim na Ukrainie.

## Zabytki
- Kościół katolicki pw. Św. Trójcy, który ufundował Antoni Bonawentura z Polkowa Konopacki herbu Trzaska, wojski żytomierski. Budowę rozpoczęto w 1802 roku, a zakończono w 1803 roku. Kościół jest wzorowany na kościele Pijarów w Warszawie i kościele w Starej Kotelni.